# Lankou
Lankou är en köping i sydöstra Kina. Den ligger i Dongyuan härad i staden Heyuan i provinsen Guangdong, omkring 210 kilometer nordost om provinshuvudstaden Guangzhou. Antalet invånare är 25 972. Befolkningen består av 12 881 kvinnor och 13 091 män. Barn under 15 år utgör 22,0 %, vuxna 15-64 år 64 %, och äldre över 65 år 12,0 %.